# José Celestino da Silva

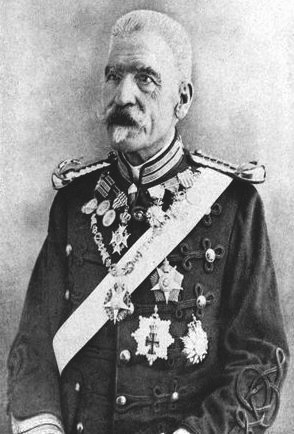
José Celestino da Silva

José Celestino da Silva (* 6. Januar 1849 in Vilar de Nantes, Portugal; † 10. Februar 1911 in Lissabon, Portugal) war ein portugiesischer Offizier und Kolonialverwalter. Zwischen 1894 und 1908 war er Gouverneur der Kolonie Portugiesisch-Timor. Zudem war er Mitarbeiter der Revista Militar und Redakteur bei Universal, dem Parteiblatt der portugiesischen Regenerationspartei (Regeneradores).

## Leben

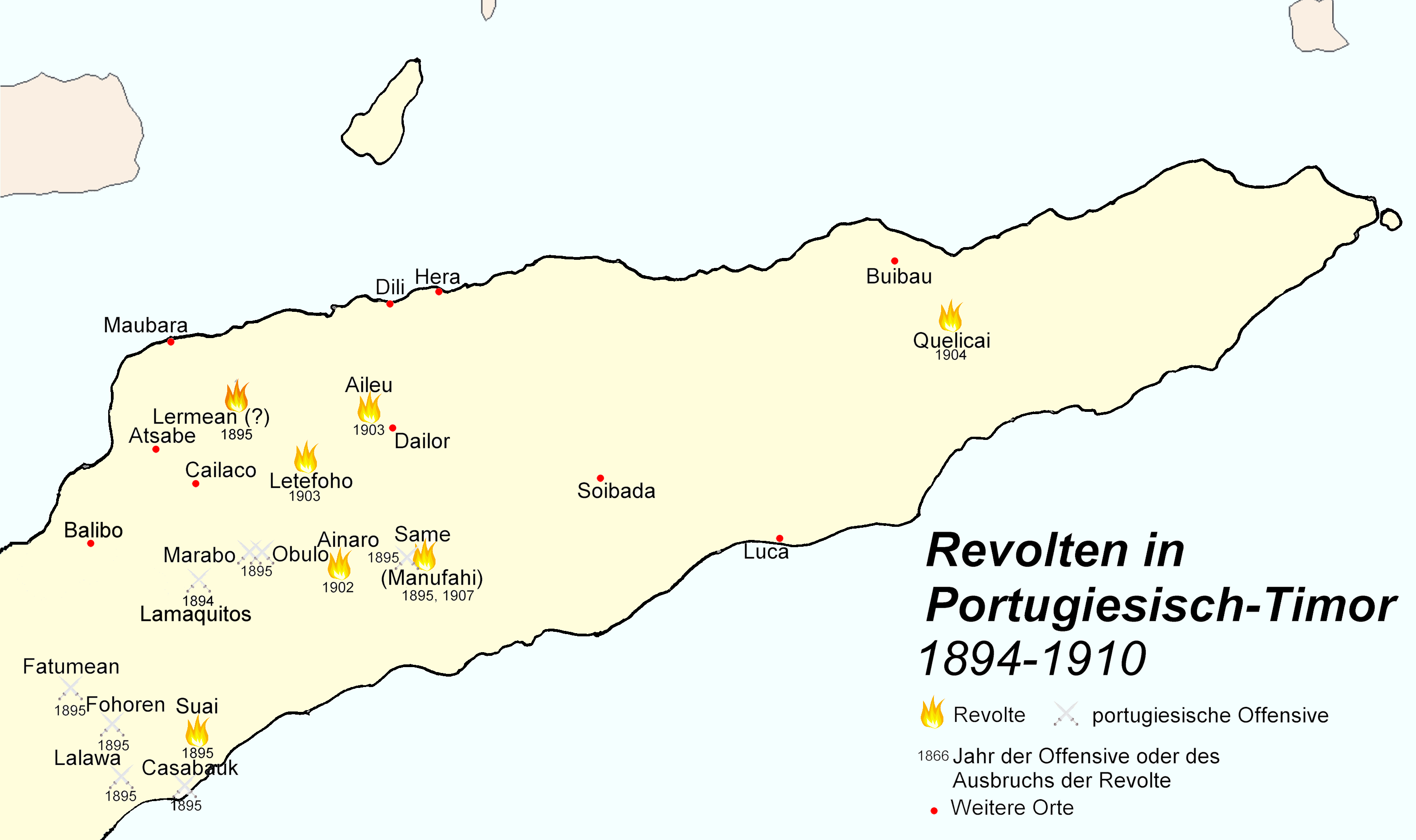
Aufstände und Offensiven in Portugiesisch-Timor 1894 bis 1910

Gouverneur Celestino da Silva zu Besuch im Reich von Viqueque. Der Gouverneur steht am Flaggenmast, neben ihn der Herrscher Brigadeiro D. Mateus da Costa Rangel Sarmento Pinto.

Bis 1865 war Silva an der Heeresschule, die er als Klassenbester abschloss. 1869 erhielt er den Rang eines Fähnrichs, 1875 wurde er zum Oberleutnant befördert und 1883 zum Hauptmann. Damals diente er bei der 2. Kavallerie von Lanceiros. Als Fähnrich war ihm damals Prinz Carlos zugeteilt, der spätere König Carlos I. von Portugal. Aus diesem Verhältnis entstand eine Freundschaft. 1894 wurde Silva Major und Gouverneur von Portugiesisch-Timor. Unter ihm wurde die Herrschaft der Kolonialmacht gefestigt. Mit mehreren einheimischen Kleinkönigen (Liurai) wurden Verträge über ihren Vasallenstatus abgeschlossen und in drei Offensiven zwischen 1895 und 1900 aufständische Reiche niedergezwungen. Trotzdem musste er in den folgenden Jahren weitere Rebellionen niederschlagen. Insgesamt führte Silva mehr als 20 Militäraktionen in seiner Amtszeit als Gouverneur durch. Für seine militärischen Leistungen wurde er mehrfach ausgezeichnet. 1898 wurde er zum Oberstleutnant befördert und schließlich 1904 Oberst.
Aus Sicht Celestino da Silvas konnten zukünftige Kriege nur verhindert werden, wenn Militär, zivile Beamte und auch die Missionare gute Arbeit leisten würden. Unter Silva wurde die bisher in Naturalien erhobene Steuer der Distrikte zu einer Kopfsteuer geändert. Er gründete in verschiedenen Teilen der Kolonie Schulen, in denen der Bevölkerung Grundlagen der Landwirtschaft beigebracht wurde, um diese beim Kaffeeanbau für den Export anzuwenden. Silva richtete eine regelmäßige Schiffsverbindung nach Macau ein und ließ ein Telefonnetz von 300 km in der Kolonie errichten. Zudem wurden neue Märkte gegründet. Die Sümpfe von Dili wurden trockengelegt und eine Wasserversorgung eingerichtet und 1906 ein modernes Krankenhaus errichtet.
Allerdings nutzte Silva sein Amt als Gouverneur auch, um sich selbst zu bereichern, sowohl auf Kosten des portugiesischen Staates, als auch auf Kosten der timoresischen Einwohner. Er war an fast allen privaten Plantagengesellschaften, die erstmals in seiner Regierungszeit entstanden, beteiligt oder ihr Besitzer. Diese wurden durch den Gouverneur illegal mit timoresischen Zwangsarbeitern versorgt. Die Gesellschaft, die zuletzt weitgehende Monopole in der Kolonie hatte, die Sociedade Agrícola Pátria e Trabalho (SAPT), war noch in den 1930ern weitgehend im Besitz der Nachkommen Silvas. Auch nutzte er die Verwaltung für eigene Zwecke. Einige Historiker sind der Meinung, Silva regierte Portugiesisch-Timor als wäre es sein Privateigentum gewesen. Zeitgenössische Kritiker nannten ihn spöttisch den „König von Timor“. Andere sind der Meinung, dass Portugal ohne ihn und den von ihm eingeführten Reformen seine Kolonie verloren hätte.
Erst als Silvas Freund König Carlos I. 1908 einem Attentat zum Opfer fiel, sollte der Gouverneur abberufen werden. Man befürchtete, dass Silva nicht freiwillig seinen Posten räumen würde, weswegen Silvas Nachfolger Eduardo Augusto Marques vom Generaldirektor für Übersee, Hauptmann Gonçalo Pereira Pimenta de Castro begleitet wurde, der im Notfall Silva verhaften sollte. Dieser hatte aber aus gesundheitlichen Gründen inzwischen Hauptmann Jaime Vieira da Rocha als amtsführenden Gouverneur eingesetzt und war mit seiner Frau nach Australien gereist. Als Silva nach Dili zurückkehrte, bot er Marques sogar seine Hilfe an, da Castros Vater General Joaquim Pimenta de Castro ein Freund von Silva war. Auf der Heimreise starb Silvas erkrankte Ehefrau. Nach seiner Rückkehr nach Portugal musste Silva sich nie für die von verschiedenen Seiten erhobenen Vorwürfe gegen ihn verantworten. Er wurde Kommandeur des Regiments der 7. Kavallerie in Almeida. 1910 wurde Silva, nach Ausrufung der Republik, im Dienstgrad eines Generals, auf eigenen Wunsch in den Ruhestand versetzt. Ein Jahr später starb José Celestino da Silva.

## Auszeichnungen

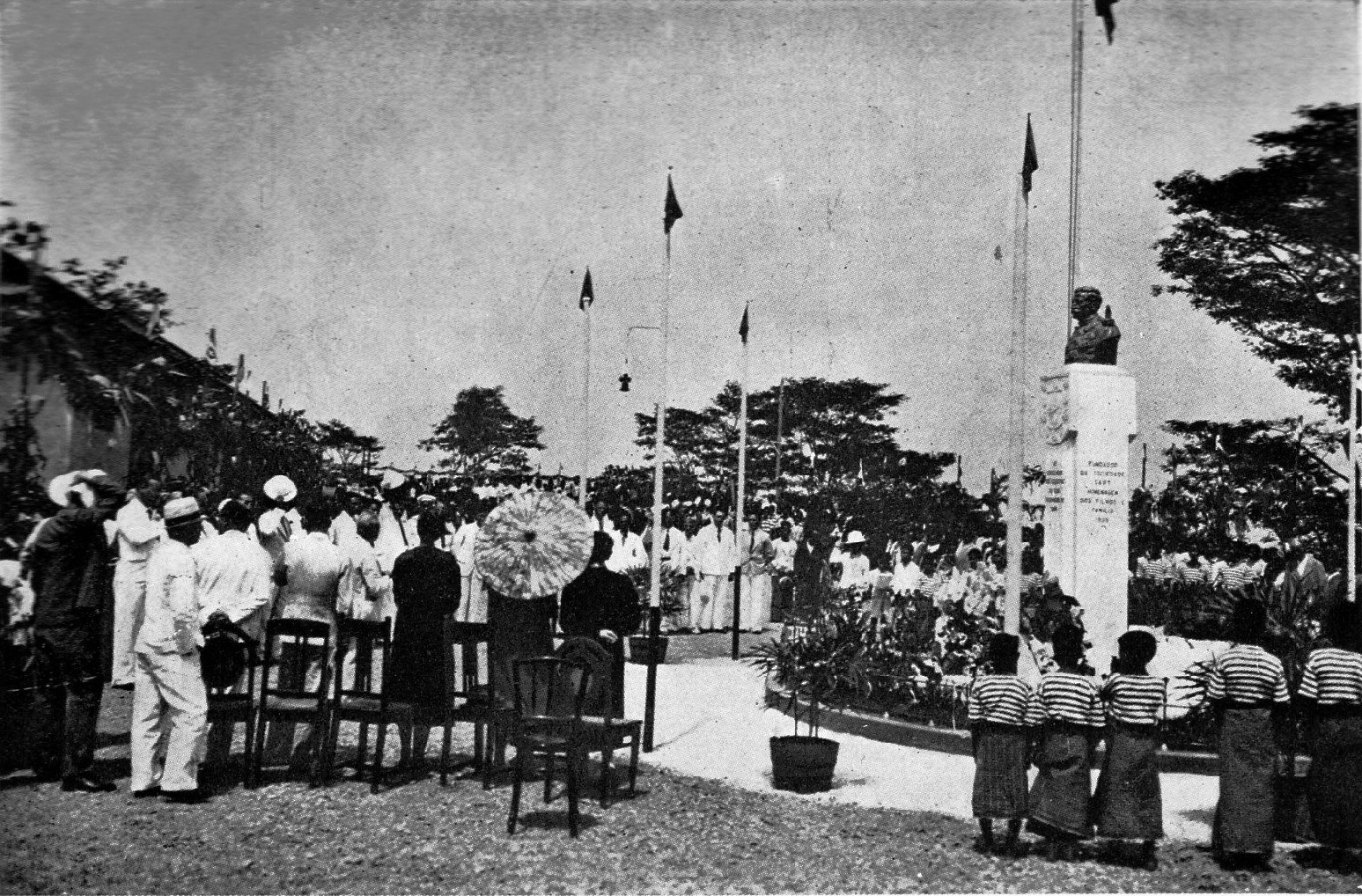
Einweihung der Bronzebüste von Gouverneur Silva in Fatubessi (1940)

Silva war Ordensritter von Avis und Träger des Turm- und Schwertordens. Für seine Leistungen auf Timor wurde er mit der Medaille in Gold für militärische Verdienste und der Goldmedaille der Königin Amélie ausgezeichnet. Die Straße Rua General José Celestino da Silva in Lissabon ist nach dem Gouverneur benannt. In den 1930er Jahren wurde der Ort Hatolia Vila von den Portugiesen in Vila Celestino beziehungsweise Vila Celestino da Silva umbenannt. Doch der Name setzte sich nicht durch und einige Jahre nach dem Zweiten Weltkrieg kehrte man zum alten Namen zurück. Außerdem war Silva auf dem 30-Escudo-Geldschein der Kolonie von 1959 abgebildet.
Nachkommen von Silva errichteten im Januar 1940 in Fatubessi ein Denkmal mit der Bronzebüste des Gouvereurs. In Fatubessi hatte Silva Kaffeeplantagen für die SAPT gegründet. Die Säule mit der Bronzebüste wurde während der indonesischen Besatzung (1975–1999) gestohlen und nach Westtimor verschleppt. Erst als die Bevölkerung sich beim indonesischen Gouverneur Mário Viegas Carrascalão beschwerte, wurde die Büste nach Fatubessi zurückgebracht, wo sie noch heute steht.

## Familie
Silva war verheiratet mit Amélia Coelho de Montalvão. Seine Frau starb auf der Rückreise von Timor. Sie hatten zwei Söhne und vier Töchter: Júlio Celestino de Montalvão e Silva (* 1873), Maria Alda Montalvão Santos Silva (* 1877), Leopoldina Augusta de Montalvão e Silva José da Rocha Carvalho, Adozinda Montalvão e Silva (* 1878), Manuel Celestino Montalvão e Silva (* 1879) und Alcina da Conceição de Montalvão e Silva.

## Belege
- History of Timor – Technische Universität Lissabon (PDF-Datei; 805 kB)
- Monika Schlicher: Portugal in Osttimor. Eine kritische Untersuchung zur portugiesischen Kolonialgeschichte in Osttimor 1850 bis 1912. Abera, Hamburg 1996, ISBN 3-931567-08-7, (Abera Network Asia-Pacific 4), (Zugleich: Heidelberg, Univ., Diss., 1994).